# Hyundai Equus
Hyundai Equus — це люксові седани, що вироблялися фірмою Hyundai з 1999 по 2015 роки і були замінені на Genesis G90.

## Hyundai Equus 1 (1999-2008)

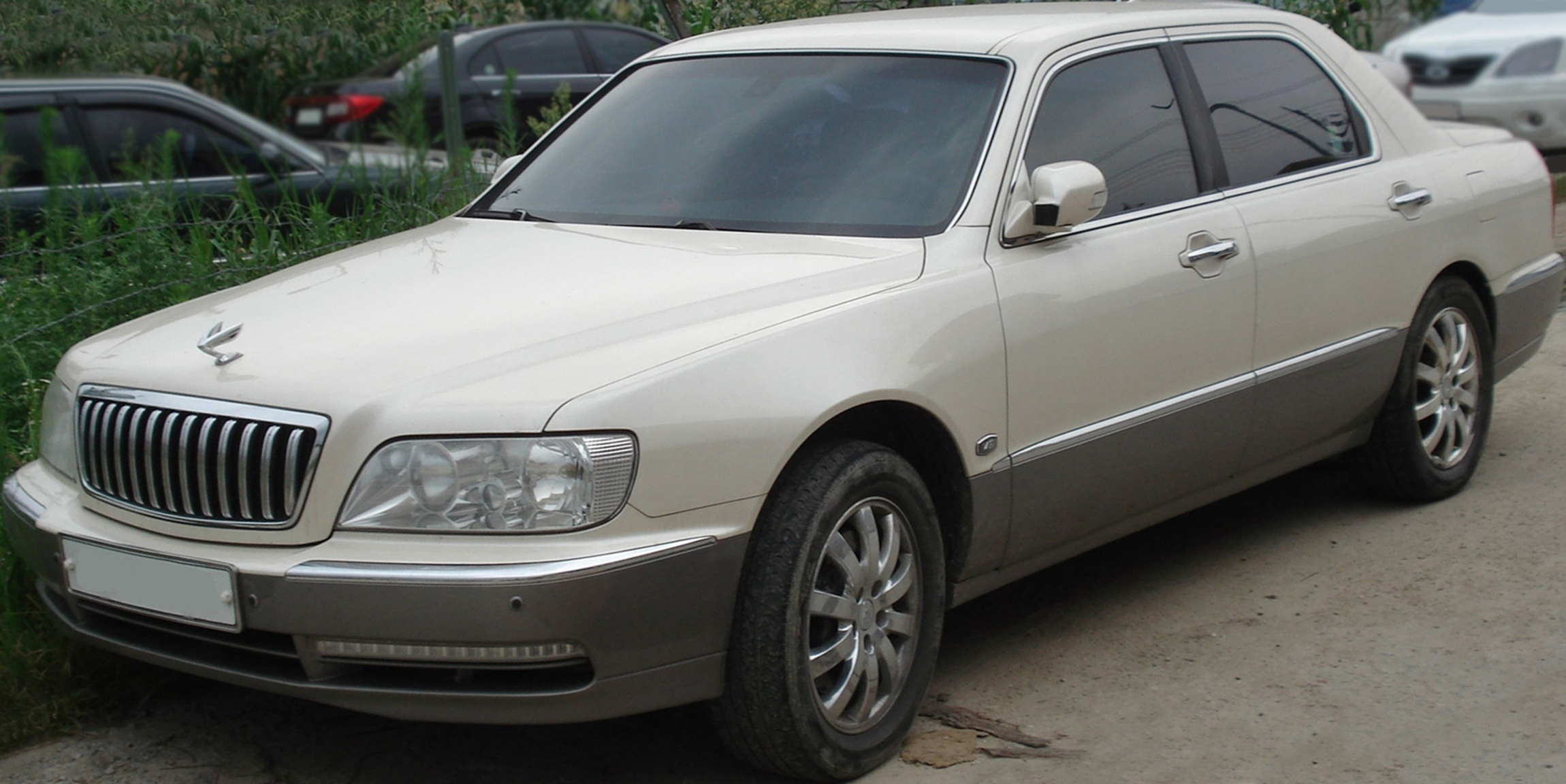
Hyundai Equus 1

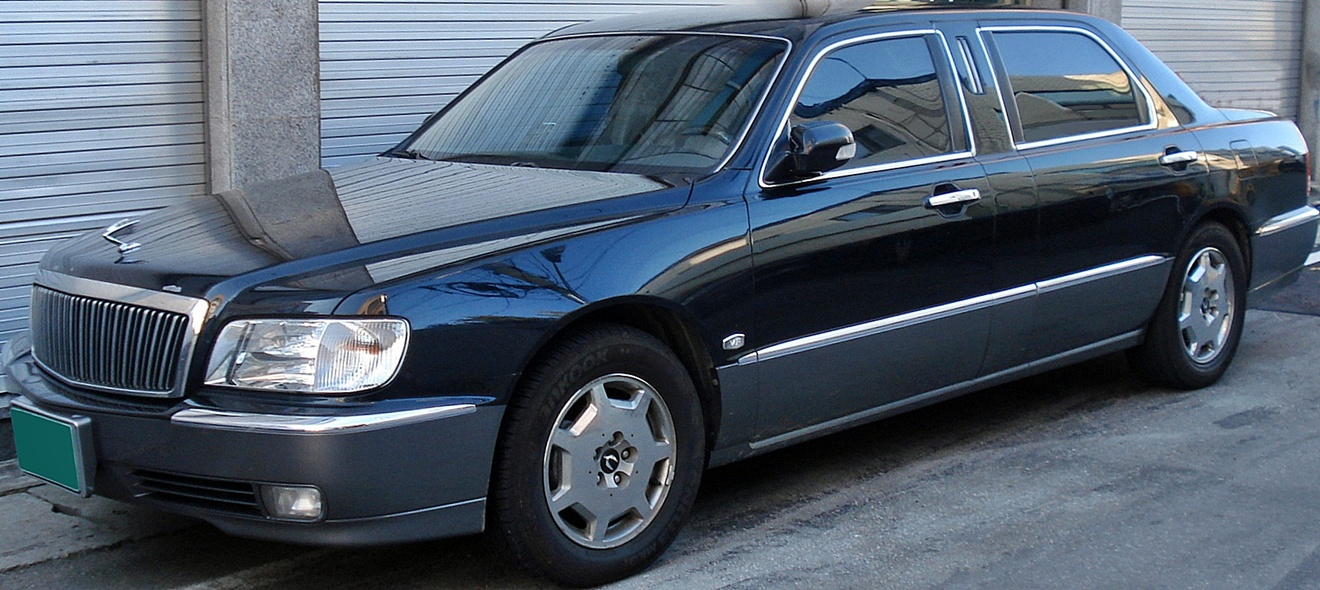
Hyundai Equus лімузин

Перше покоління Hyundai Equus представлено в 1999 році, воно було реплікою седана Mitsubishi Proudia. Виробництво передньопривідної моделі з двигунами V6 3,5 і V8 4,5 було згорнуто лише в 2008 році після того, як було продано понад 120 тисяч машин. Крім Південної Кореї, Китаю і країн Близького Сходу Equus засвітився і в Європі під ім'ям Centennial.

### Двигуни
| Модель         | Роки випуску | Двигун                   | Об'єм    | Потужність                        |
| -------------- | ------------ | ------------------------ | -------- | --------------------------------- |
| 3,5 l V6 Sigma | 1999-2008    | 6-циліндровий Бензиновий | 3497 см3 | 210 к.с. (155 кВт) при 5500 об/хв |
| 4,5 l V8 Omega | 1999-2008    | 8-циліндровий Бензиновий | 4498 см3 | 265 к.с. (195 кВт) при 5000 об/хв |

## Hyundai Equus 2 (2009-2015)

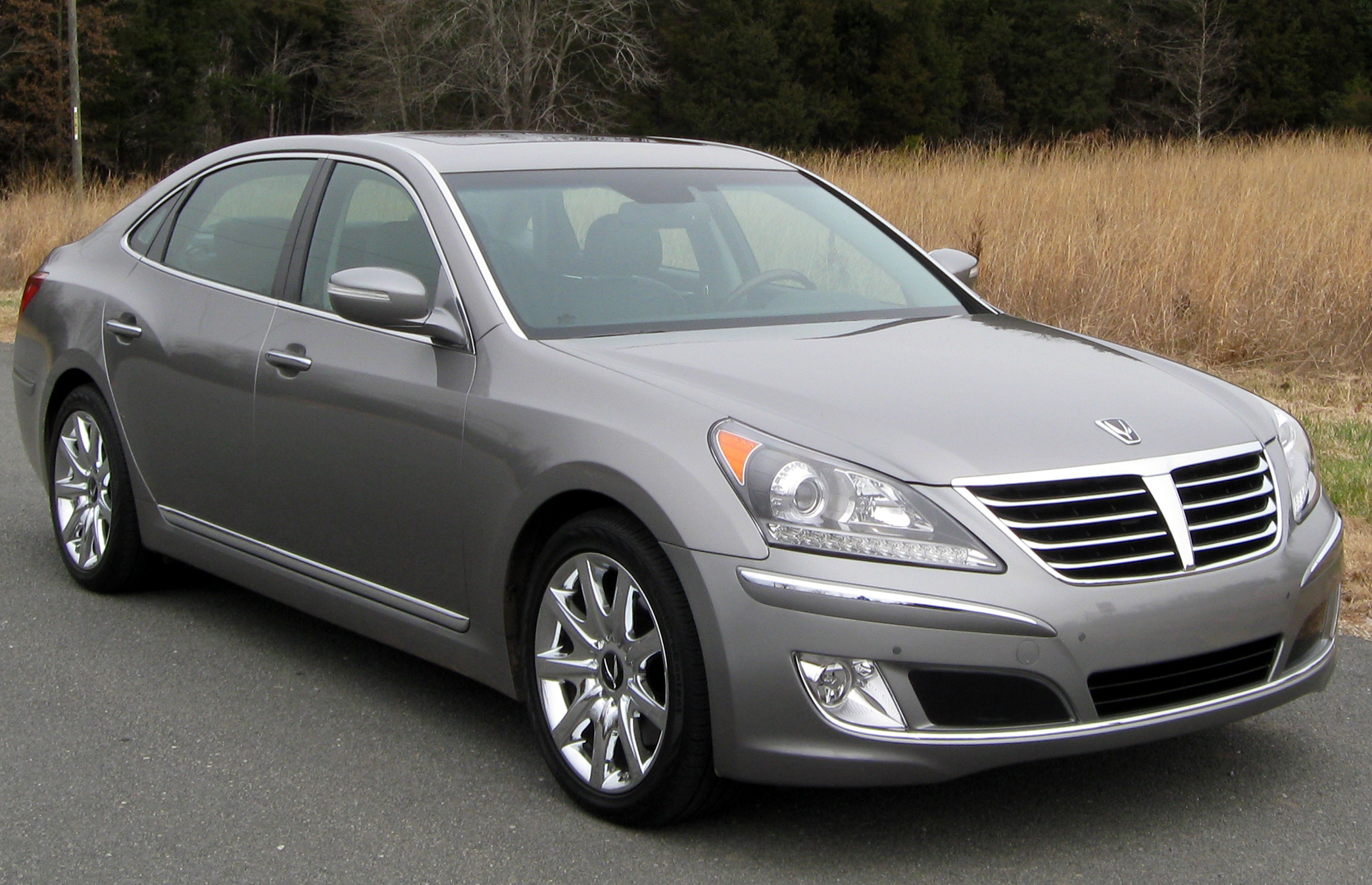
Hyundai Equus 2

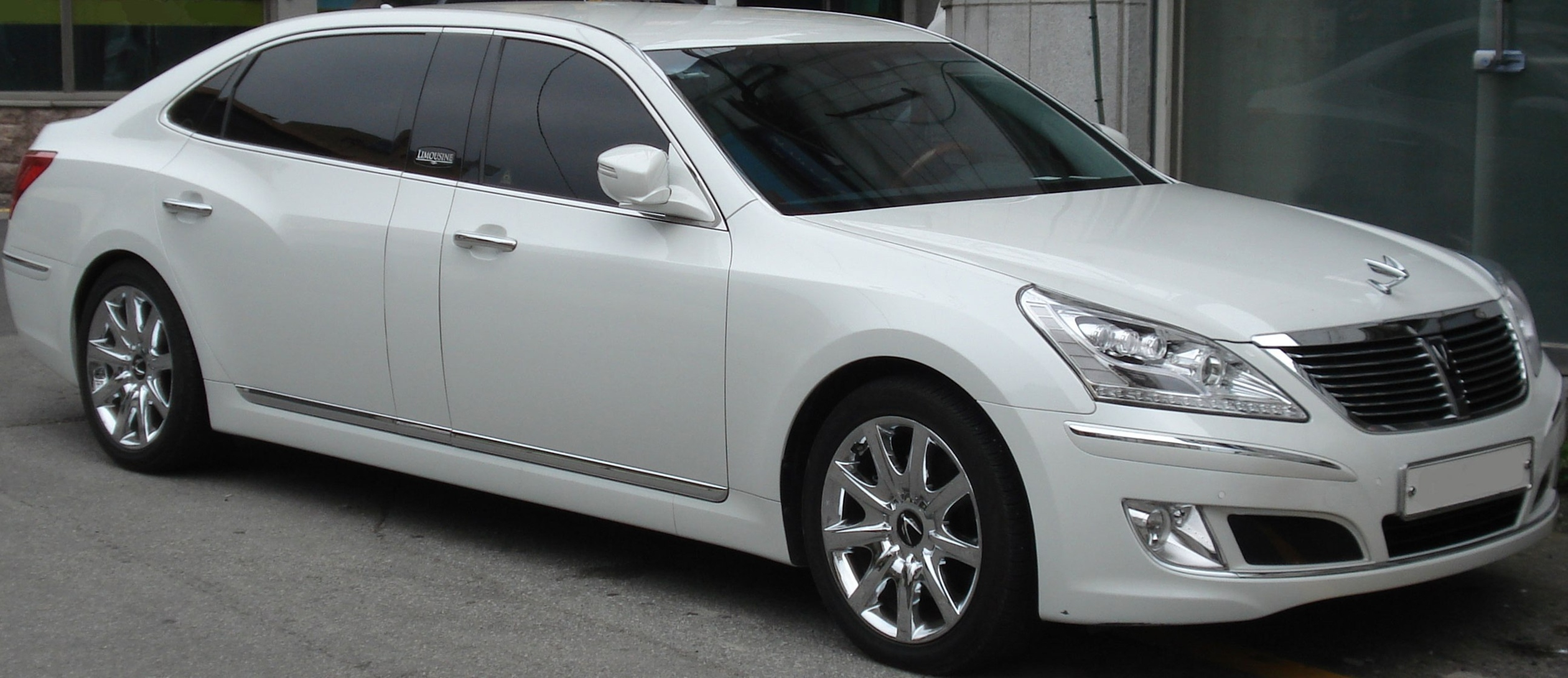
Hyundai Equus Limousine

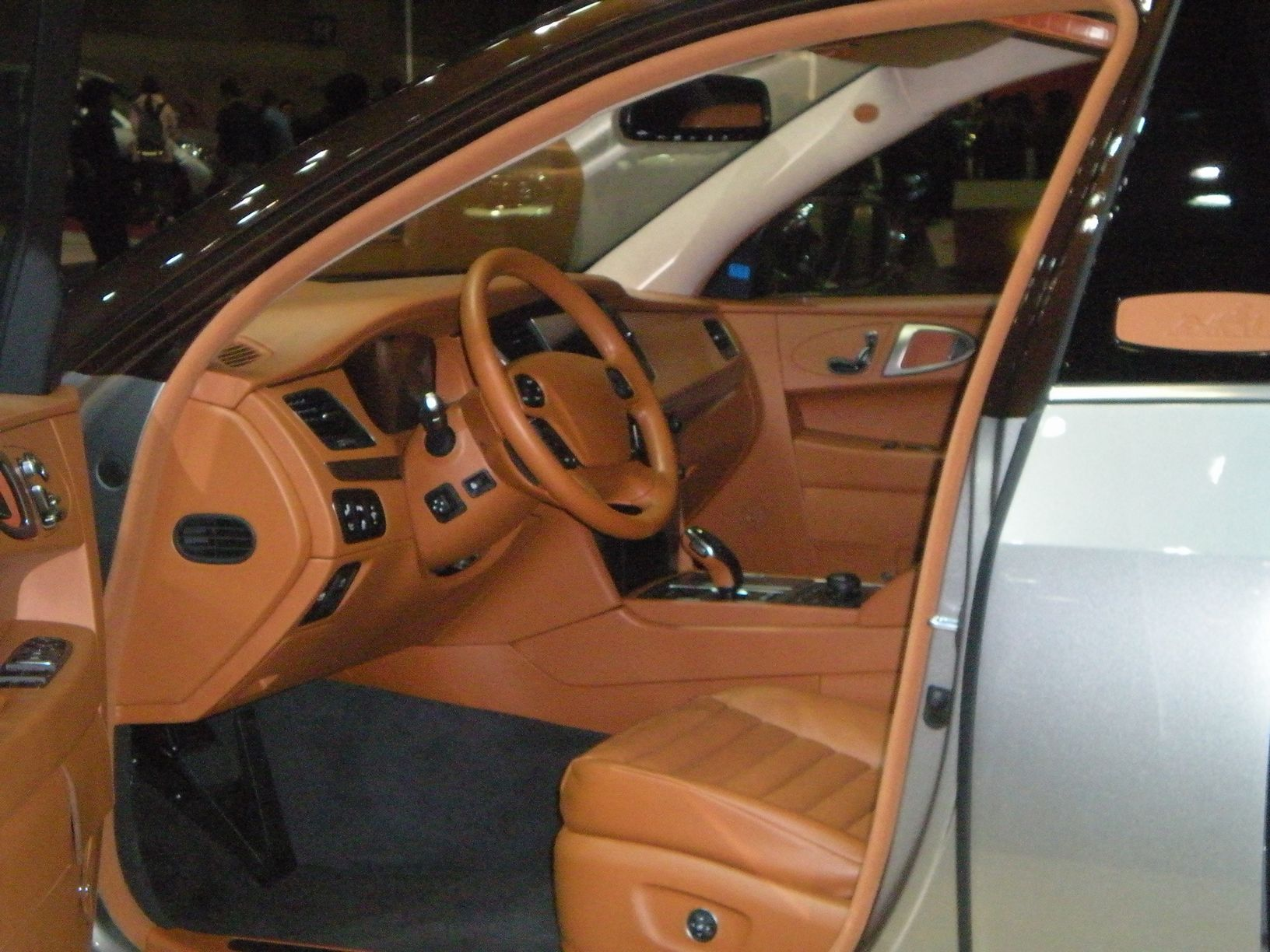

У березні 2009 року Hyundai оновила Equus, позначивши оновлену модель кодовим ім'ям «VI». «VI», в порівнянні зі старим Equus, мала задній привід, подовжену колісну базу і різні двигуни. «VI» базувалася на новій платформі. Проте назва залишилася старою, так як в Південній Кореї Equus асоціювалося як престижний автомобіль. У серпні 2009 року автомобіль почали продавати в Китаї. У 2010 році модель дебютувала на Північноамериканському міжнародному автосалоні. Також автомобіль потрапив в десятку найцікавіших моделей за версією Forbes в 2010 році.
Зміни 2016 року стосуються появи функції дистанційного відкривання багажного відділення для моделі Ultimate. 
Седан доступний у Signature і Ultimate комплектаціях. У випадку з Equus не доцільно вживати визначення «базова» модель, оскільки найдешевша версія пропонує усе необхідне і навіть трохи більше. До загального переліку стандартного оснащення увійшли: V8 двигун, восьмиступінчаста автоматична коробка передач, навігаційна система з 9.2-дюймовим командним екраном, тризонний клімат-контроль, аудіосистема Lexicon на 12 динаміків, інтелектуальний круїз-контроль, моніторинг сліпих зон, шкіряна обшивка сидінь та замшева обшивка стелі. Додатковий комфорт створюють: підігрів та охолодження передніх сидінь, підігрів задніх сидінь, підігрів рульового колеса та задні шторки з електроприводом.  Як таких опцій для Hyundai Equus 2016 не запропоновано. Тому при бажанні отримати більше, покупець може обрати дорожчу комплектацію Ultimate. Вона додає: камеру паркування, функцію дистанційного відкривання багажного відділення, 12.3-дюймову TFT LCD інструментальну панель та проєкційний дисплей лобового скла. Пасажирам задніх сидінь пропонуються функція охолодження сидінь, розважальна система з 9.2-дюймовими моніторами, підтримка попереку з електроприводом та дзеркала заднього виду. 

### Двигуни
| Модель             | Номер   | Двигун                   | Крутний момент | Потужність              | Витрати пального (л/км) | Максимальна швидкість (км/год) | Кузов      |
| ------------------ | ------- | ------------------------ | -------------- | ----------------------- | ----------------------- | ------------------------------ | ---------- |
| 3,8 l V6 Lambda II | G6DA-AC | 6-циліндровий Бензиновий | 3778 см3       | 290 к.с. при 6200 об/хв | 10,8                    | 250                            | звичайний  |
| 3,8 l V6 Lambda II | G6DA-AC | 6-циліндровий Бензиновий | 3778 см3       | 290 к.с. при 6200 об/хв | 11,1                    | 250                            | подовжений |
| 4,6 l V8 Tau       | G8BA    | 8-циліндровий Бензиновий | 4627 см3       | 385 к.с. при 6500 об/хв | 11,4                    | 250                            | звичайний  |
| 5,0 l V8 Tau       | G8BB    | 8-циліндровий Бензиновий | 5038 см3       | 429 к.с. при 6400 об/хв | 12,5                    | 250                            | подовжений |